# Nora Köppel

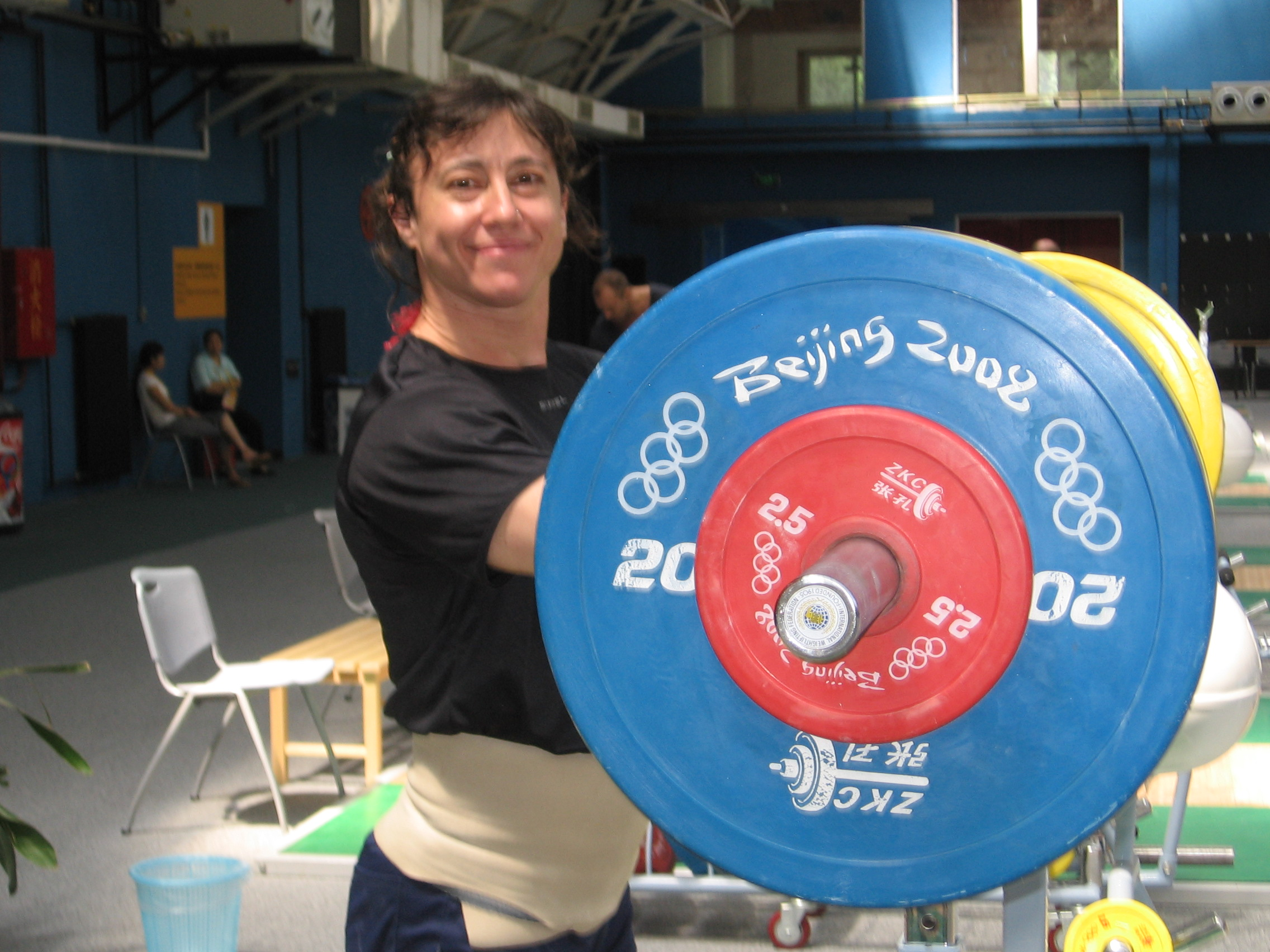
Nora Köppel

Nora Köppel, auch Nora Koppel, (* 19. Mai 1972 in San Miguel de Tucumán) ist eine ehemalige argentinische Gewichtheberin.
Sie gewann bei den Südamerikameisterschaften 2000 die Silbermedaille in der Klasse bis 63 kg. Im selben Jahr nahm sie an den Olympischen Spielen in Sydney teil, bei denen sie Achte wurde. Bei den Weltmeisterschaften 2002 erreichte sie den achten Platz in der Klasse bis 69 kg. 2003 wechselte sie in die Klasse bis 75 kg und gewann bei den Panamerikanischen Spielen Silber und wurde bei den Weltmeisterschaften Elfte. 2004 gewann sie bei den Panamerikanischen Meisterschaften die Silbermedaille. Bei den Olympischen Spielen 2004 in Athen belegte sie Platz neun. 2005 erreichte sie bei den Weltmeisterschaften den vierten Platz. 2006 wurde sie wegen eines Dopingverstoßes bis 2008 gesperrt.